# Mistrzostwa Świata w Piłce Nożnej Kobiet 2019 (eliminacje)
Eliminacje do Mistrzostw Świata w piłce nożnej kobiet 2019 wyłonią 23 drużyny które dołączą do Francji, gospodarza mistrzostw w turnieju finałowym. Eliminacje odbywać będą się w sześciu strefach: UEFA (Europa), CONCACAF (Ameryka Północna i Środkowa), CAF (Afryka), OFC (Oceania), AFC (Azja) oraz CONMEBOL (Ameryka Południowa). Dla każdej strefy wyznaczono określoną liczbę miejsc w turnieju finałowym:
- UEFA – 9 miejsc (włączając gospodarzy)
- AFC – 5 miejsc
- CONCACAF – 3,5 miejsca
- CAF – 3 miejsca
- CONMEBOL – 2,5 miejsca
- OFC – 1 miejsce

## Zakwalifikowane drużyny
| Drużyna           | Strefa kwalifikacyjna | Ilość występów do tej pory | Najlepszy wynik                       | Ostatni występ |
| ----------------- | --------------------- | -------------------------- | ------------------------------------- | -------------- |
| Francja           | gospodarz             | 4                          | Czwarte miejsce (2011)                | 2015           |
| Chiny             | AFC                   | 7                          | Drugie miejsce (1999)                 | 2015           |
| Tajlandia         | AFC                   | 2                          | Faza grupowa (2015)                   | 2015           |
| Australia         | AFC                   | 7                          | Ćwierćfinał (2007, 2011, 2015)        | 2015           |
| Japonia           | AFC                   | 8                          | Mistrzostwo (2011)                    | 2015           |
| Korea Południowa  | AFC                   | 3                          | 1/8 finału (2015)                     | 2015           |
| Kamerun           | CAF                   | 2                          | 1/8 finału (2015)                     | 2015           |
| Nigeria           | CAF                   | 8                          | Ćwierćfinał (1999)                    | 2015           |
| Południowa Afryka | CAF                   | 1                          | Debiut                                | –              |
| Argentyna         | CONMEBOL              | 3                          | Faza Grupowa (2003, 2007)             | 2007           |
| Brazylia          | CONMEBOL              | 8                          | Drugie miejsce (2007)                 | 2015           |
| Chile             | CONMEBOL              | 1                          | Debiut                                | –              |
| Kanada            | CONCACAF              | 7                          | Czwarte miejsce (2003)                | 2015           |
| Jamajka           | CONCACAF              | 1                          | Debiut                                | –              |
| Stany Zjednoczone | CONCACAF              | 8                          | Mistrzostwo (1999, 2015)              | 2015           |
| Nowa Zelandia     | OFC                   | 5                          | Faza grupowa (1991, 2007, 2011, 2015) | 2015           |
| Hiszpania         | UEFA                  | 2                          | Faza grupowa (2015)                   | 2015           |
| Włochy            | UEFA                  | 3                          | Ćwierćfinał (1991)                    | 1999           |
| Anglia            | UEFA                  | 5                          | Trzecie miejsce (2015)                | 2015           |
| Szwecja           | UEFA                  | 8                          | Drugie miejsce (2003)                 | 2015           |
| Norwegia          | UEFA                  | 8                          | Mistrzostwo (1995)                    | 2015           |
| Szkocja           | UEFA                  | 1                          | Debiut                                | –              |
| Niemcy            | UEFA                  | 8                          | Mistrzostwo (2003, 2007)              | 2015           |

## Afryka
Za eliminacje do Mistrzostw Świata w Afryce posłużył turniej Mistrzostw Afryki, który odbędzie się w 2018 r. w Ghanie. Trzy najlepsze zespoły (Kamerun, Nigeria i Południowa Afryka) wywalczyły automatyczny awans do mistrzostw we Francji.
W nawiasach podano wyniki po rzutach karnych.

## Azja
Za eliminacje do Mistrzostw Świata w strefie AFC posłużył turniej Pucharu Azji, który odbył się w 2018 r. w Jordanii. 5 najlepszych drużyn mistrzostw uzyskało awans do turnieju finałowego mistrzostw świata.

### Mecz o piąte miejsce
| 16 kwietnia 2018 20:00 | Filipiny | 0:50:2Raport | Korea Południowa · 34' Jang Sel-gi · 45+3' Lee Min-a · 56' Lim Seon-joo · 66' (84), k.' Cho So-hyun | Stadion Międzynarodowy w Ammanie, Amman Widzów: 418 Sędzia: Casey Reibelt |
|                        |          |              | |                                                                           |

### Drzewko Pucharu Azji
|  |                                                 |           |           |                                                |   |         |         |       |
|  | Półfinały                                       | Półfinały | Półfinały |                                                |   | Finał   | Finał   | Finał |
|  | Półfinały                                       | Półfinały | Półfinały |                                                |   | Finał   | Finał   | Finał |
|  | 17 kwietnia – Stadion Króla Abdullaha w Ammanie |           |           |                                                |   |         |         |       |
|  |                                                 |           |           |                                                |   |         |         |       |
|  | Chiny                                           | Chiny     | 1         |                                                |   |         |         |       |
|  | Chiny                                           | Chiny     | 1         | 20 kwietnia – Stadion Międzynarodowy w Ammanie |   |         |         |       |
|  | Japonia                                         | Japonia   | 3         |                                                |   |         |         |       |
|  | Japonia                                         | Japonia   | 3         |                                                |   | Japonia | Japonia | 1     |
|  | 17 kwietnia – Stadion Króla Abdullaha w Ammanie |           |           |                                                |   | Japonia | Japonia | 1     |
|  |                                                 |           | Australia | Australia                                      | 0 |         |         |       |
|  | Australia                                       | Australia | Australia | Australia                                      | 0 | 2 (3)   |         |       |
|  | Australia                                       | Australia |           |                                                |   |         |         |       |
|  | Tajlandia                                       | Tajlandia | 2 (1)     |                                                |   |         |         |       |
|  | Tajlandia                                       | Tajlandia | 2 (1)     | Mecz o 3. miejsce                              |   |         |         |       |
|  |                                                 |           |           |                                                |   |         |         |       |
|  | 20 kwietnia – Stadion Międzynarodowy w Ammanie  |           |           |                                                |   |         |         |       |
|  |                                                 |           |           |                                                |   |         |         |       |
|  | Chiny                                           | Chiny     | 3         |                                                |   |         |         |       |
|  | Chiny                                           | Chiny     | 3         |                                                |   |         |         |       |
|  | Tajlandia                                       | Tajlandia | 1         |                                                |   |         |         |       |
|  | Tajlandia                                       | Tajlandia | 1         |                                                |   |         |         |       |

W nawiasach podano wyniki po rzutach karnych.

## Europa
Eliminacje strefy UEFA do Mistrzostw Świata w piłce nożnej kobiet 2019 odbyły się w dniach od 6 kwietnia 2017 do 13 listopada 2018 i wzięło w nich udział 46 europejskich, żeńskich reprezentacji piłkarskich. W rundzie wstępnej 16 najniżej sklasyfikowanych drużyn zostało podzielonych na cztery grupy po cztery drużyny. Czterej zwycięzcy w grupie i najlepszy zdobywca drugiego miejsca (nie licząc wyników w porównaniu z czwartym zespołem) przechodzi do etapu grup eliminacyjnych. Następnie 35 reprezentacji podzielonych zostało na 7 grup po 5 drużyn. Wszystkie drużyny w danej grupie rozegrały mecz oraz rewanż z każdym przeciwnikiem. Siedmiu zwycięzców w grupie zakwalifikowało się bezpośrednio do turnieju finałowego, podczas gdy czterech najlepszych zdobywców drugiego miejsca (nie licząc wyników przeciwko piątemu zespołowi) przechodzi do baraży. Drużyny w barażach walczą w formacie półfinałów i finału, skąd zostanie wyłoniony 1 zespół, który wywalczy bezpośredni awans na mundial.

## Ameryka Północna, Ameryka Środkowa, Karaiby
Za eliminacje do francuskiego mundialu w strefie CONCACAF posłużył turniej Złotego Pucharu CONCACAF kobiet rozgrywany w 2018 w Stanach Zjednoczonych. 30 zespołów z Ameryki Północnej, Środkowej oraz Karaibów rozegrał turniej poprzedzony eliminacjami w walce o mistrzostwo strefy oraz o 3,5 miejsca w Mistrzostwach Świata. Trzech finalistów turnieju (Kanada, Jamajka, Stany Zjednoczone) zostało automatycznie zakwalifikowanych.

### Drzewko Złotego Pucharu
|  |                   |                   |                   |                   |   |        |        |       |
|  | Półfinały         | Półfinały         | Półfinały         |                   |   | Finał  | Finał  | Finał |
|  | Półfinały         | Półfinały         | Półfinały         |                   |   | Finał  | Finał  | Finał |
|  |                   |                   |                   |                   |   |        |        |       |
|  |                   |                   |                   |                   |   |        |        |       |
|  | Panama            | Panama            | 0                 |                   |   |        |        |       |
|  | Panama            | Panama            | 0                 |                   |   |        |        |       |
|  | Kanada            | Kanada            | 7                 |                   |   |        |        |       |
|  | Kanada            | Kanada            | 7                 |                   |   | Kanada | Kanada | 0     |
|  |                   |                   |                   |                   |   | Kanada | Kanada | 0     |
|  |                   |                   | Stany Zjednoczone | Stany Zjednoczone | 2 |        |        |       |
|  | Stany Zjednoczone | Stany Zjednoczone | Stany Zjednoczone | Stany Zjednoczone | 2 | 6      |        |       |
|  | Stany Zjednoczone | Stany Zjednoczone |                   |                   |   |        |        |       |
|  | Jamajka           | Jamajka           | 0                 |                   |   |        |        |       |
|  | Jamajka           | Jamajka           | 0                 | Mecz o 3. miejsce |   |        |        |       |
|  |                   |                   |                   |                   |   |        |        |       |
|  |                   |                   |                   |                   |   |        |        |       |
|  |                   |                   |                   |                   |   |        |        |       |
|  | Panama            | Panama            | 2 (2)             |                   |   |        |        |       |
|  | Panama            | Panama            | 2 (2)             |                   |   |        |        |       |
|  | Jamajka           | Jamajka           | 2 (4)             |                   |   |        |        |       |
|  | Jamajka           | Jamajka           | 2 (4)             |                   |   |        |        |       |

W nawiasach podano wyniki po rzutach karnych.

## Ameryka Południowa
Za eliminacje do Mistrzostw Świata 2019, posłużył turniej Sudamericano Femenino, który odbył się w kwietniu 2018 roku w Chile. 10 zespołów wzięło udział w walce o tytuł mistrzowski oraz 2,5 miejsc premiowane awansem na mundial.

### Ostateczne rezultaty
| Zespół    | Pkt | M | W | R | P | Br+ | Br- | +/- |
| --------- | --- | - | - | - | - | --- | --- | --- |
| Brazylia  | 9   | 3 | 3 | 0 | 0 | 9   | 1   | +8  |
| Chile     | 4   | 3 | 1 | 1 | 1 | 5   | 3   | +2  |
| Argentyna | 3   | 3 | 1 | 0 | 2 | 3   | 8   | -5  |
| Kolumbia  | 1   | 3 | 0 | 1 | 2 | 1   | 6   | -5  |

## Oceania
Za eliminacje w tej strefie posłuży Puchar Narodów Oceanii, który odbył się w dniach 18 listopada – 1 grudnia w Nowej Kaledonii. Triumfator rozgrywek czyli Nowa Zelandia automatycznie zakwalifikuje się do francuskiego mundialu.

### Drzewko Pucharu Narodów Oceanii
|  |                   |                   |               |                   |   |       |       |       |
|  | Półfinały         | Półfinały         | Półfinały     |                   |   | Finał | Finał | Finał |
|  | Półfinały         | Półfinały         | Półfinały     |                   |   | Finał | Finał | Finał |
|  |                   |                   |               |                   |   |       |       |       |
|  |                   |                   |               |                   |   |       |       |       |
|  | Papua-Nowa Gwinea | Papua-Nowa Gwinea | 1             |                   |   |       |       |       |
|  | Papua-Nowa Gwinea | Papua-Nowa Gwinea | 1             |                   |   |       |       |       |
|  | Fidżi             | Fidżi             | 5             |                   |   |       |       |       |
|  | Fidżi             | Fidżi             | 5             |                   |   | Fidżi | Fidżi | 0     |
|  |                   |                   |               |                   |   | Fidżi | Fidżi | 0     |
|  |                   |                   | Nowa Zelandia | Nowa Zelandia     | 8 |       |       |       |
|  | Nowa Zelandia     | Nowa Zelandia     | Nowa Zelandia | Nowa Zelandia     | 8 | 8     |       |       |
|  | Nowa Zelandia     | Nowa Zelandia     |               |                   |   |       |       |       |
|  | Nowa Kaledonia    | Nowa Kaledonia    | 0             |                   |   |       |       |       |
|  | Nowa Kaledonia    | Nowa Kaledonia    | 0             | Mecz o 3. miejsce |   |       |       |       |
|  |                   |                   |               |                   |   |       |       |       |
|  |                   |                   |               |                   |   |       |       |       |
|  |                   |                   |               |                   |   |       |       |       |
|  | Papua-Nowa Gwinea | Papua-Nowa Gwinea | 7             |                   |   |       |       |       |
|  | Papua-Nowa Gwinea | Papua-Nowa Gwinea | 7             |                   |   |       |       |       |
|  | Nowa Kaledonia    | Nowa Kaledonia    | 1             |                   |   |       |       |       |
|  | Nowa Kaledonia    | Nowa Kaledonia    | 1             |                   |   |       |       |       |

## Baraż Interkontynentalny
Baraż zostanie rozegrany na zasadzie dwumeczu w listopadzie 2018. Czwarty zespół strefy CONCACAF zmierzy się z trzecim zespołem strefy CONMEBOL (Argentyna). Zwycięzca zagra we francuskim mundialu.
| Drużyna 1                            | Wynik dwumeczu | Drużyna 2 | Pierwszy mecz | Drugi mecz |
| ------------------------------------ | -------------- | --------- | ------------- | ---------- |
| Argentyna                            | 5:1            | Panama    | 4:0           | 1:1        |
| Po lewej gospodarz pierwszego meczu. |                |           |               |            |